# Penicillium purpurogenum
El microorganismo Penicillium purpurogenum es un hongo filamentoso de pudrición blanda presente en muestras de suelos. Una cepa en particular estudiada más en detalle corresponde a P. purpurogenum ATCC N.º MYA-38 (American Type Culture Collection) aislada de suelos del sur de Chile.
Este hongo es un patógeno de las plantas, secretor de múltiples enzimas hemicelulolíticas que son producidas para hidrólizar la pared celular vegetal e incorporar los productos a su metabolismo. Sus sistemas celulolíticos y xilanolíticos han sido descritos en detalle. Este hongo aeróbico produce una serie de enzimas que degradan el xilano. (principal componente de las hemicelulosas).
Aún no se dispone del genoma completo del microorganismo.

## Enzimas secretadas porP. purpurogenum
Parte de las proteínas que conforman la maquinaria enzimática xilanolítica de P. purpurogenum han sido purificadas y caracterizadas, 2 acetil xilano esterasas, 2 endoxilanasas, β-glucosidasa, 2 α-L-arabinofuranosidasa han sido descritas y feruloil esterasas (FAEs), β-xilosidasas y xilanasas se han estudiado (resultados no publicados).

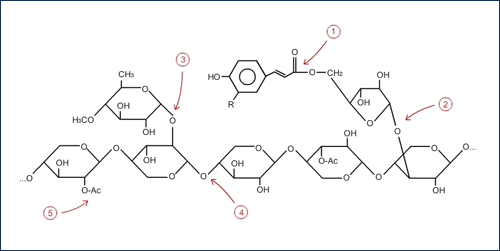
Hidrólisis enzimática del xilano. 1) Feruloil esterasas. 2) Arabinofuranosidasas. 3) Glucuronidasas. 4) Endoxilansas. 5) Acetil xilano esterasas.

La enzima acetil xilano esterasa II (AXE II) ha sido cristalizada y se dispone de su estructura tridimensional (PDB 1G66).

## Aplicaciones industriales (utilización de enzimas)
- En la degradación de biomasa (residuos agroindustriales principalmente), el sistema enzimático de P. purpurogenum podría utilizarse para incrementar la cantidad total de azúcares libres. Estos monosacáridos libres podrían ser fermentados posteriormente para obtener productos derivados como son biocombustibles.

- La enzima FAE puede disminuir la resistencia que poseen algunos cereales y restos vegetales (cáscaras y pajas) a la degradación en el rumen; por lo tanto, en del sector agrícola podría ser útil para la obtención de alimento para el ganado con un mayor valor nutricional.

- Un punto importante abordado en múltiples investigaciones es el uso de enzimas para el blanqueamiento de la pulpa de celulosa y producción de papel de buena calidad con un mínimo de contaminación, en contraste con el tratamiento químico actual que elimina compuestos organoclorados al medio ambiente. Por lo tanto, la obtención de enzimas eficientes es importante para un bioblanqueamiento exitoso.